# Нож, жица, Сребреница
„Нож, жица, Сребреница“ је шовинистички слоган којим се велича масакр у Сребреници. Може се чути на фудбалским утакмицама као и, међу припадницима екстремно десничарских група (попут Образа, Покрета 1389 и Српске радикалне странке) и на ранијим скуповима подршке Ратку Младићу.
Иако се слоган „Нож, жица, Сребреница“ појављује на огромним транспарентима на утакмицама, јавним скуповима и манифестацијама у Српској и Србији, на њега власти не реагују. Понекад иде скупа са поруком „Биће реприза!“ којом се такође слави масакр у Сребреници.

## Примери
Дана 10. јула 2005. чланови удружења 1389 су прекинули скуп Жена у црном узвицима „Нож, жица Сребреница“ и бацањем димне бомбе.
Године 2005. ФИФА је казнила Фудбалски савез Србије и Црне Горе са 35.000 швајцарских франака и играњем једне званичне утакмице (против Азербејџана) пред празним трибинама због инцидената на утакмици Србије и Црне Горе против Босне и Херцеговине. ФС СЦГ кажњен је због пропуста у организацији утакмице у делу безбедности, понашања навијача и расистичких транспарената на трибинама стадиона. Маракана је тада била облепљена транспарентима „Нож, жица, Сребреница“, „Ратко, хвала ти“, „Шкорпиони“. ФИФА је тада, за разлику од српске полиције, тужилаштва, фудбалског савеза, па и већине спортских коментатора, закључила да је на фудбалској утакмици СЦГ – БИХ било инцидената.
Априла 2008. године на кући Зијада Кујовића са Палића је исписано „Нож, жица, Сребреница“.
Године 2011. је на утакмици Партизан – Нови Пазар у Београду, на рачун гостију, поред осталих, извикивана и парола „Нож, жица, Сребреница”.
Фебруара 2012. године, неколицина навијача Марибора је скандирало „Нож, жица, Сребреница“ на рукометној утакмици између словенског Марибора и босанскохерцеговачког Градачца. Из мариборскога клуба су рекли да такав слоган и њих боли, јер имају рукометаша Рашида Османовића из Сребренице, који је изгубио неколико чланова породице. РК Марибор је након овога упутио званично извињење због некоректног навијања.

## Тумачења
Војин Димитријевић сматра да овим слоганом српски екстремисти заправо потврђују да је било геноцида, иако то неки „учтиви екстремисти“ поричу.
Неки тумаче овај слоган српских навијача у БиХ „као медијски знамен одлучне освете нације“ приликом покоља у Сребреници, којим исказују решеност, одлучност, „патриотизам“ и национално јединство.